# Princess Principal
Princess Principal (プリンセス・プリンシパル?, Purinsesu Purinshiparu) è un media franchise giapponese composto da una serie televisiva anime del 2017, coprodotta da Studio 3Hz e Actas, e un videogioco per smartphone sottotitolato Game of Mission. La serie animata è stata diretta da Masaki Tachibana e scritta da Ichirō Ōkouchi, con il "character design" originale di Kouhaku Kuroboshi e Yukie Akiya, e la musica di Yuki Kajiura. In Italia i diritti dell'anime sono stati acquistati da Yamato Video e la serie è disponibile sul loro canale Youtube ufficiale.

## Trama
Alla fine del XIX secolo, il Regno di Albion, attraverso la scoperta e il monopolio di una misteriosa sostanza chiamata "Cavorite", è stato in grado di costruire una flotta aerea che ha reso Albion una superpotenza mondiale. Ciò nonostante, il proletariato di Albion è cresciuto di rabbia e odio verso la classe dirigente, per aver ignorato in gran parte la loro situazione sociale, scatenando la “Rivoluzione di Londra” in cui tentarono di rovesciare la famiglia reale. Alla fine, le due parti raggiunsero una situazione di stallo e una grande muraglia fu eretta nel mezzo di Londra, dividendo Albion in due nazioni: la Repubblica e il Regno.
Dieci anni dopo, la Repubblica lancia “Operazione Changeling”, un piano per sostituire la principessa del Regno Charlotte con Ange, una ragazza spia che ha una forte somiglianza con lei, al fine di avere un’infiltrata all'interno della famiglia reale. Tuttavia, la Principessa si offre di lavorare con la Repubblica se Ange e le sue colleghe la aiuteranno a diventare la Regina del Regno.
Così inizia la storia di cinque ragazze (inclusa la stessa Principessa) spie sotto copertura nel Regno che lavorano per il Control, il comando delle spie repubblicane, mentre si fingono delle studentesse del prestigioso istituto Quenn’s Mayfair. Le ragazze utilizzeranno le loro abilità per farsi largo nel mondo della clandestinità tra travestimenti, spionaggio, sabotaggi e inseguimenti.

## Personaggi
Ange (アンジェ?, Anje)
Doppiata da: Ayaka Imamura
Princess (プリンセス?, Purinsesu)
Doppiata da: Akira Sekine
Dorothy (ドロシー?, Doroshī)
Doppiata da: Yō Taichi
Beatrice (ベアトリス?, Beatorisu)
Doppiata da: Akari Kageyama
Chise (ちせ?)
Doppiata da: Nozomi Furuki

## Anime
La serie televisiva anime, coprodotta da Studio 3Hz e Actas per la regia di Masaki Tachibana, è stata trasmessa tra il 9 luglio e il 24 settembre 2017. La composizione della serie è stata affidata a Ichirō Ōkouchi, mentre la colonna sonora è stata composta da Yuki Kajiura. La sigla di apertura è The Other Side of the Wall di Void_Chords feat. Maru. In Italia gli episodi sono stati trasmessi in streaming in simulcast da Yamato Video su YouTube, mentre in altre parti del mondo i diritti di distribuzione digitale sono stati acquistati da HIDIVE.

### Episodi
| Nº | Titolo originale              | In onda           | In onda |
| Nº | Titolo originale              | Giapponese        |         |
| 1  | case13 Wired Liar             | 9 luglio 2017     |         |
| 2  | case1 Dancy Conspiracy        | 16 luglio 2017    |         |
| 3  | case2 Vice Voice              | 23 luglio 2017    |         |
| 4  | case9 Roaming Pigeons         | 30 luglio 2017    |         |
| 5  | case7 Bullet & Blade's Ballad | 6 agosto 2017     |         |
| 6  | case18 Rouge Morgue           | 13 agosto 2017    |         |
| 7  | case16 Loudly Laundry         | 20 agosto 2017    |         |
| 8  | case20 Ripper Dipper          | 27 agosto 2017    |         |
| 9  | case11 Pell-mell Duel         | 3 settembre 2017  |         |
| 10 | case22 Comfort Comrade        | 10 settembre 2017 |         |
| 11 | case23 Humble Double          | 17 settembre 2017 |         |
| 12 | case24 Fall of the Wall       | 24 settembre 2017 |         |